# 腺异蕊芥
腺异蕊芥（学名：Dimorphostemon glandulosus）为十字花科异蕊芥属下的一个种。其种加词“glandulosus”意为“具腺体的”。